# 上億國際
上億國際有限公司（除牌當時為0736.HK）-- 從銳鴻集團換取上市公司，創辦於1997年，主要業務當時生產電子產品等，以及金融投資。其中主要香港放貸收入來源。
90年代中期，其後由於發生財政問題，加上行業競爭激烈，於是出售給莊聲元，更名為北方興業，現時為中國置業投資之今。

## 外部連結
- 中國置業投資資料 （页面存档备份，存于）